# Polyachyrus
Polyachyrus là một chi thực vật có hoa trong họ Cúc (Asteraceae).

## Loài
Chi Polyachyrus gồm các loài: